# Christophorus

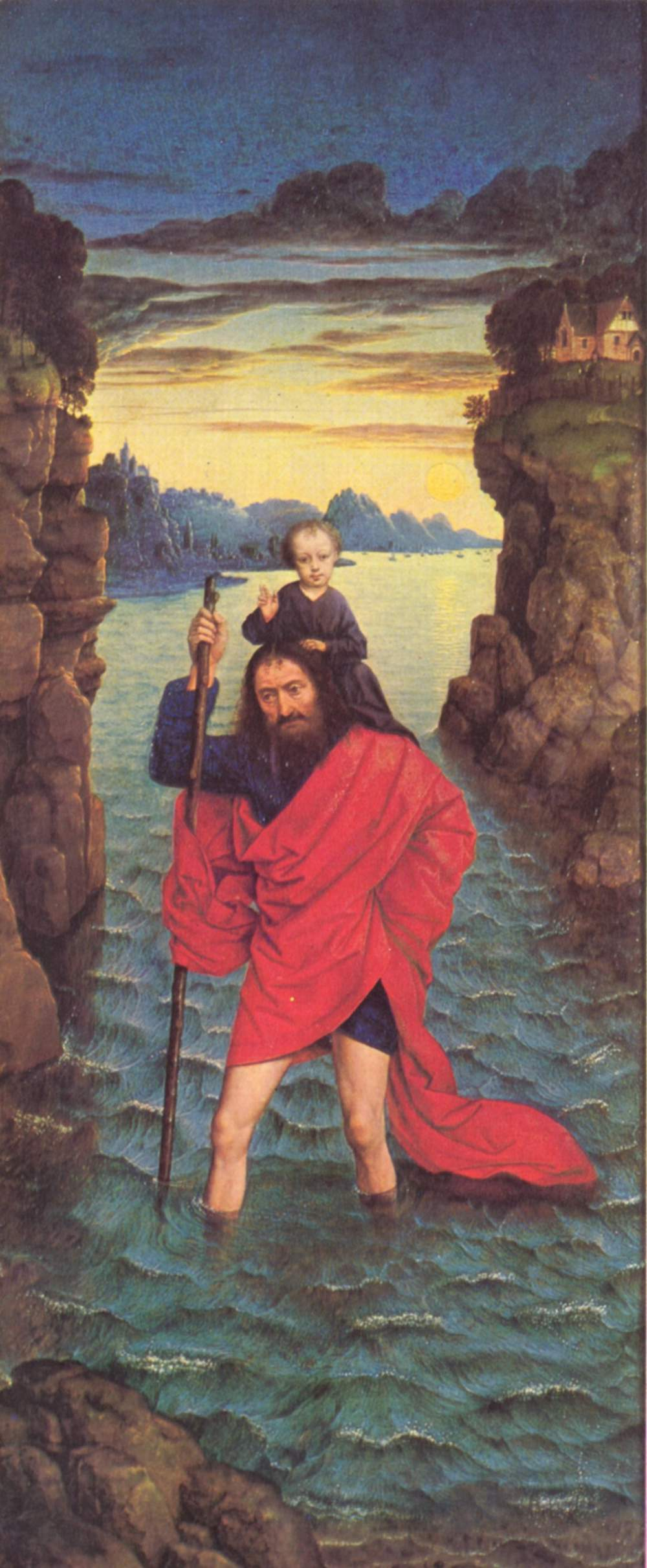
Der heilige Christophorus. Rechter Teil des Flügelaltars Die Perle von Brabant Meister der Perle von Brabant, (1467–1468)

Christophorus (latinisiert) oder griechisch Christophoros (altgriechisch Χριστόφορος „Christusträger“, von Χριστός Christόs und φέρειν phérein „tragen“) wird in der römisch-katholischen und der altkatholischen Kirche, den orthodoxen Kirchen und Teilen der anglikanischen Gemeinschaft als Märtyrer und Heiliger verehrt. Auch im Evangelischen Namenkalender wird Christophorus genannt. Eine historische Person hinter der Gestalt des Heiligen ist nicht greifbar.
Christophorus wird in der westkirchlichen Ikonographie häufig als Riese mit Stab dargestellt, der das Jesuskind auf den Schultern über einen Fluss trägt. Er zählt zu den Vierzehn Nothelfern und ist heute besonders bekannt als Schutzheiliger der Reisenden. Die ostkirchliche Tradition stellt Christophoros in wörtlicher Auslegung der dort gängigen Legendentradition als Kynokephalen („Hundsköpfigen“) dar.

## Historizität
Die Gestalt des Christophorus war bereits in der spätmittelalterlichen Kirche umstritten: Mehrere Lokalsynoden hatten den Kult des Christophorus verboten und Papst Pius II. hatte sich zweifelnd geäußert. Die Kongregation für den Gottesdienst und die Sakramentenordnung kam 1969 bei der Überarbeitung des Calendarium Romanum Generale, des weltweit gültigen Rahmens für den liturgischen Kalender nach römischem Ritus, zu dem Ergebnis, es gebe zum heiligen Christophorus „kaum historische Tatsachen“, wie es der Mediävist Horst Fuhrmann zusammenfasste. Daher wurde er aus dem Calendarium Romanum Generale gestrichen, im Martyrologium Romanum und einigen Eigenkalendern blieb das Fest hingegen enthalten. Entsprechend findet sich zu Leben und Sterben des heiligen Christophorus im Stundenbuch der römisch-katholischen Kirche die Einschätzung, er sei „geschichtlich nicht mehr fassbar“, vielleicht habe er um 250 in Lykien, einer Küstenregion der heutigen Südwesttürkei, das Martyrium erlitten.
Laut einer im Jahr 1877 publizierten Inschrift, die in den Ruinen einer Kirche nahe Kadıköy in Haidar Pascha aufgefunden worden war, wurde am 22. September 452 in der antiken Stadt Chalkedon, dem Ort des Konzils von 451, eine als Martyrion bezeichnete Kirche „des heiligen Christophorus“ (τοῦ Ἁγίου Χριστοφόρου) geweiht:

„Mit Gott ward der Grundstein für das Martyrion des heiligen Christophorus gelegt in der dritten Indiktion im Monat Mai unter dem Konsulat des erlauchten Protogenes und Asturius unter dem Kaiser Theodosius und Bischof Eulalius von Chalzedon. Es ward aber erbaut vom ehrwürdigen Kämmerer Euphemidus, und es fand die Einweihung statt bei Ablauf der fünften Indiktion im Monat September, am 22., unter dem Konsulat des erlauchten Sporacius und Herculanus.“

Sie belegt die Verehrung eines Märtyrers namens Christophorus für die Mitte des 5. Jahrhunderts. Daher sah etwa der Mittellateiner Joseph Szövérffy Christophorus „durch Mißverständnis der Sachlage aus dem Heiligenkalender gestrichen“. Der Althistoriker David Woods vertritt gar die Auffassung, dass hinter der östlichen Legendenfassung eine konkrete historische Person steht, die als Mitglied der im spätrömischen Staatshandbuch Notitia dignitatum erwähnten römischen Militäreinheit Cohors tertia Valeria Marmaritarum gedient habe, von Petros I. von Alexandria zum Christentum bekehrt worden sei und deswegen wohl im Jahr 308 unter Maximinus Daia in Antiochia am Orontes das Martyrium erlitten habe. Für die Kirchenhistorikerin Maria-Barbara von Stritzky ist mit der Inschrift die Historizität des Martyriums belegt. Demgegenüber geht der Mediävist Peter Dinzelbacher davon aus, dass Christophorus seine Existenz „wohl einer Personifizierung eines Ehrentitels für Märtyrer, eben ‚Christusträger‘“, verdanke. Im Evangelischen Kirchenlexikon wird er als „legendär“ bezeichnet.

## Legendarische Überlieferung

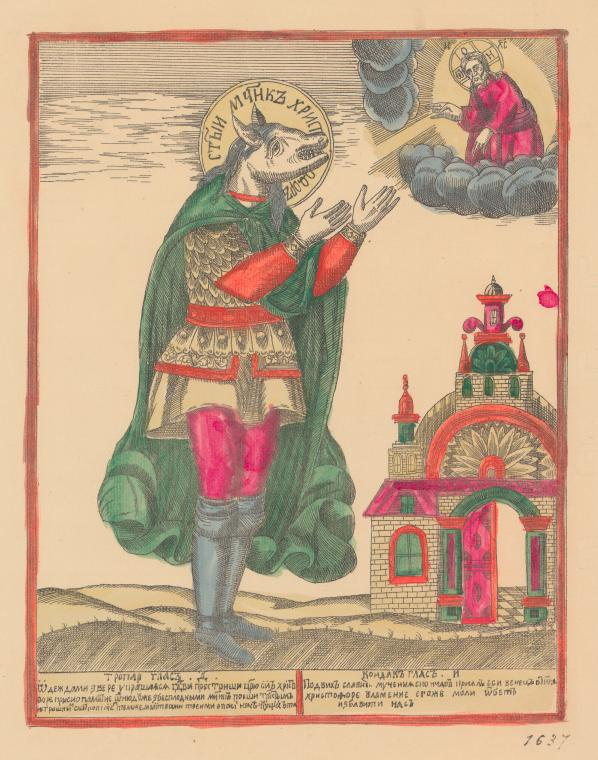
Christophoros als Hundsköpfiger (Christophorus cynocephalus). Russische Ikone aus der zweiten Hälfte des 17. Jahrhunderts, Museum des Rostower Kreml

Um Christophorus bildeten sich verschiedene, in das 5. Jahrhundert zurückreichende Legenden, die sich in einen östlichen und einen westlichen Zweig aufspalteten. Die östliche Legendentraditition liegt in einer Handschrift aus dem 8. Jahrhundert vor und enthält folgende Elemente: Der hundsköpfige (kynokephale) Menschenfresser Reprobus („der Unechte, der Schlechte“) erhielt in der Taufe die menschliche Sprache und den Namen Christophoros. Er missionierte in Lykien, vollbrachte unter anderem das Wunder des grünenden Stabes und wurde nach Folterung von einem König Dagnus, in der westlichen Überlieferungstradition mit dem von 249 bis 251 herrschenden römischen Kaiser Decius gleichgesetzt, enthauptet. Seinen Reliquien wird Wunderkraft zugesprochen und seinen Verehrern Schutz vor Unwetter und Dämonen. Die Herkunft dieser Legendenmotive ist unklar; vorgeschlagen werden ein Stoff aus den gnostischen Bartholomäusakten, eine Anlehnung an Herodot oder eine christliche Adaption der ägyptischen Gottheit Anubis.
Einzelnen Autoren zufolge deutet die ostkirchliche Darstellung des Christophorus mit dem Kopf eines Hundeartigen auf einen Einfluss des altägyptischen Anubiskultes hin. Andere Autoren verweisen darauf, dass die Beschreibung der Kynokephalen als Hundeköpfige, Kannibalen und Schlimmeres viel mehr dem entsprochen habe, wie der Angehörige des römischen Reiches, der die Legende verfasste, die nordafrikanische Region Marmarica empfand, in der der Stamm der Marmaritae lebte, dem Christophorus angehört haben soll.
Über Italien und Spanien gelangte im 6. Jahrhundert die Christophorus-Tradition in den Westen, wobei aus dem hundsköpfigen Untier ein Riese wurde. Walther von Speyer interpretierte im 10. Jahrhundert genus canineorum („aus dem Hundegeschlecht“) zu Cananeus, das heißt „kanaanäischer Herkunft“, um. Die Legenda aurea gab der Christophorusfigur die Züge eines idealen Ritters: Christophorus, anfangs noch Reprobus oder Offerus genannt, will dem mächtigsten Herrn dienen. Daran knüpft sich der bekannte Stoff des Riesen, der das Christuskind über einen Fluss trägt: Offerus fand keinen Herrscher, dessen Macht nicht irgendwie begrenzt war. Nach langer vergeblicher Suche riet ihm ein frommer Einsiedler, er solle nur Gott dienen, denn nur Gottes Macht sei unbegrenzt. Um Gott dienen zu können, solle Offerus seine überragende Gestalt als Gottes Willen erkennen und als Fährmann Reisende über einen Fluss tragen. An einer tiefen Furt verrichtete Offerus fortan diesen Dienst. Eines Tages nahm er ein Kind auf die Schulter, um es über den Fluss zu tragen. Zunächst war das Kind sehr leicht, aber je tiefer Offerus in die Furt stieg, desto schwerer schien es zu werden. In der Mitte des Stromes fürchtete Offerus, er müsse ertrinken. Am anderen Ufer sprach er zu dem Kind: „Du … bist auf meinen Schultern so schwer gewesen: Hätte ich alle diese Welt auf mir gehabt, es wäre nicht schwerer gewesen.“ Das Kind antwortete: „Des sollst du dich nicht verwundern, Christophore; du hast nicht allein alle Welt auf deinen Schultern getragen, sondern auch den, der die Welt erschaffen hat. Denn wisse, ich bin Christus, dein König, dem du mit dieser Arbeit dienst.“ Diese Legende hat ihren Ursprung im Südalpengebiet.

## Ikonographie

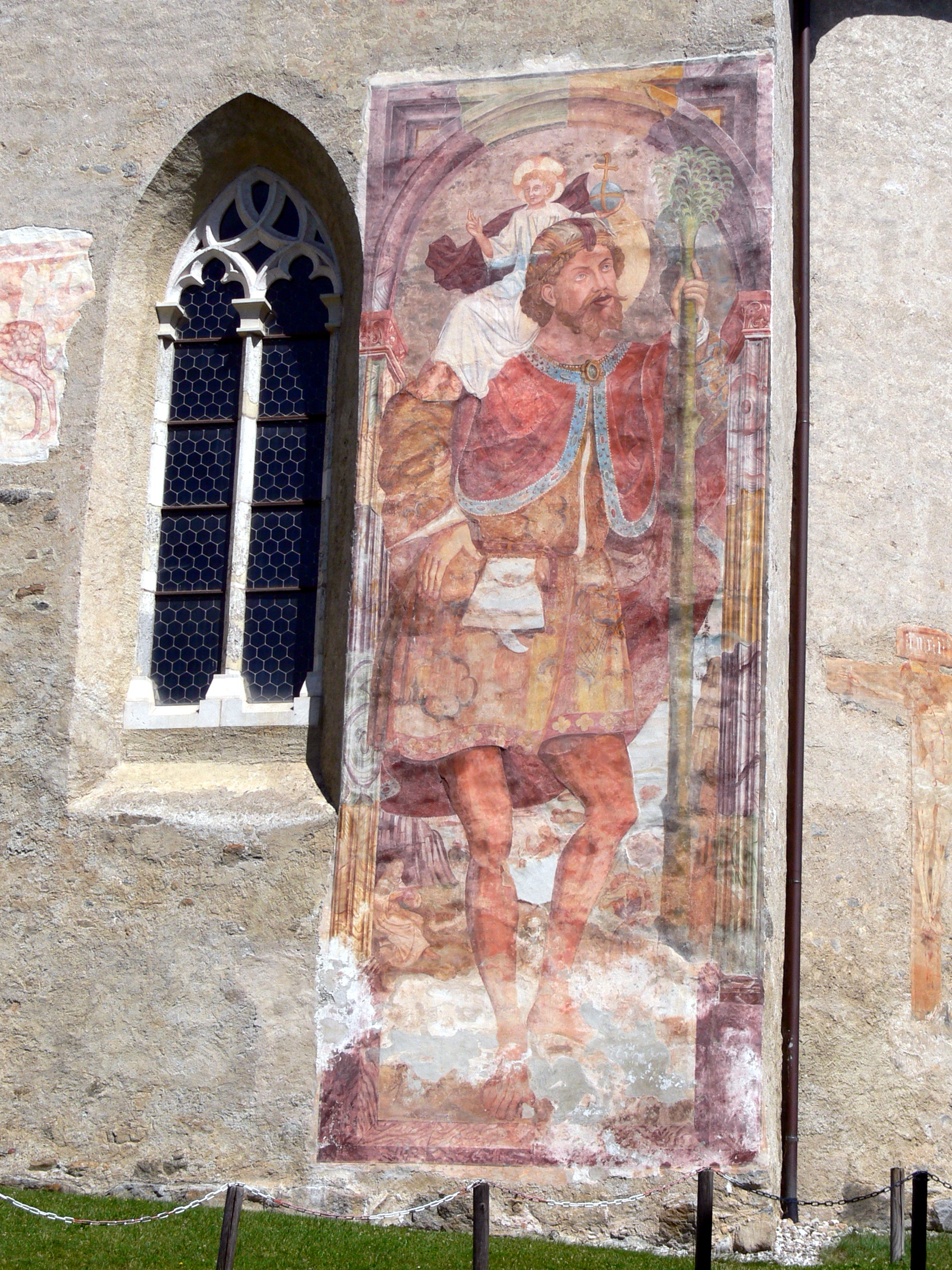
Überlebensgroße Darstellung des Christophorus (1498) von Simon von Taisten an der Außenwand von St. Georg, Taisten

Nach Fuhrmann hat sich der ikonographische Typus des Christophorus im Westen im 12. Jahrhundert herausgebildet. Der Heilige hat dabei die Gestalt eines Riesen, der sich auf einen Stab oder Baumstamm stützt. Er trägt Christus über einen Fluss. Im 12. Jahrhundert wird Christus noch als Erwachsener dargestellt, ab dem 13. Jahrhundert findet man fast ausschließlich das Christuskind.
Da die Anrufung des Heiligen vor einem plötzlichen Tod bewahren sollte, wurden an zahlreichen Kirchen, Türmen und Toren Christophorusbilder angebracht. Eine Besonderheit sind die romanischen Christophori an der Außenwand, von Weitem sichtbar an Wegkirchen. Als ältestes bisher bekanntgewordenes überlebensgroßes Christophorusbild gilt eine Abbildung an der Außenwand neben dem Eingang zur Kapelle der Tiroler Burg Hocheppan im Etschtal, entstanden zwischen 1150 und 1180.

## Verehrung

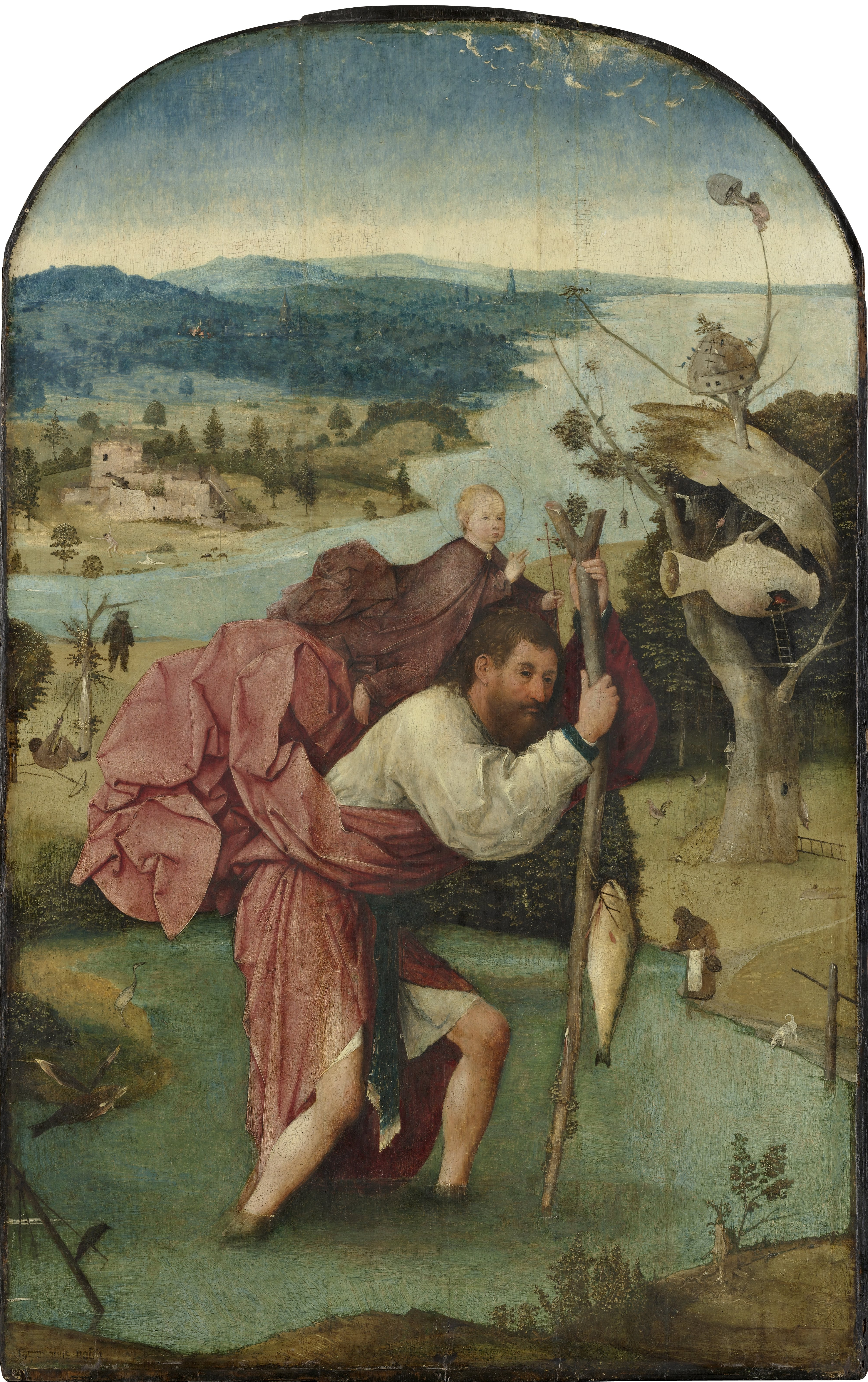
Der heilige Christophorus trägt das Jesuskind, Altartafel von Hieronymus Bosch, um 1496–1505

Im Martyrologium Romanum wird dem 25. Juli auch das Gedächtnis des heiligen Märtyrers Christophorus zugeordnet.
Nach Fuhrmann lagerte sich der Gestalt des Christophorus eine „romanhafte Legende an“, die im Lauf der Zeit „immer buntere Züge erhielt“. Christophorus habe dann im 12. Jahrhundert die Rolle des „Bewahrers vor einem schlimmen Tod“ übernommen. Es habe schon zuvor apotropäische Praktiken gegeben, die ein schlimmes – ein plötzliches Ende ohne die Vorbereitung auf den Tod und den Empfang der Sterbesakramente – verhindern und auf ein gutes Ende lenken sollten. Da schon der reine Anblick seines Bildes vor dem plötzlichen Tod bewahren sollte, wurden in vielen Kirchen an gut einsehbaren Stellen innen oder auch außen überdimensionale Christophorus-Figuren aufgemalt.  Der „nach Hilfe trachtende Bilderkult“ (Fuhrmann) verbreitete sich im 15. Jahrhundert so weit, dass Kritik von theologischer und auch kirchlicher Seite aufkam. Nikolaus von Kues und der Tübinger Theologe Gabriel Biel waren hier deutlich ablehnend.
Der energischste Angriff auf die Christophorus-Verehrung kam von Erasmus von Rotterdam. Er kritisierte in seinem Handbuch des christlichen Kriegers, dass die Gläubigen sich nicht Christus allein zuwendeten, sondern sich „eigene Götter“ suchten und bezeichnete Christophorus als „den erste(n) dieser Götzen“. Hans Holbein d. J. versah ein Exemplar von Erasmus’ Lob der Torheit mit Randzeichnungen, darunter eine Karikatur unter dem Titel „abergläubische Bilderverehrung“. Dort sieht man ein großes, an einer Mauerruine angebrachtes Tafelbild des heiligen Christophorus, dem sich ein Narr mit Schellenkappe und Stecken ehrfürchtig nähert.

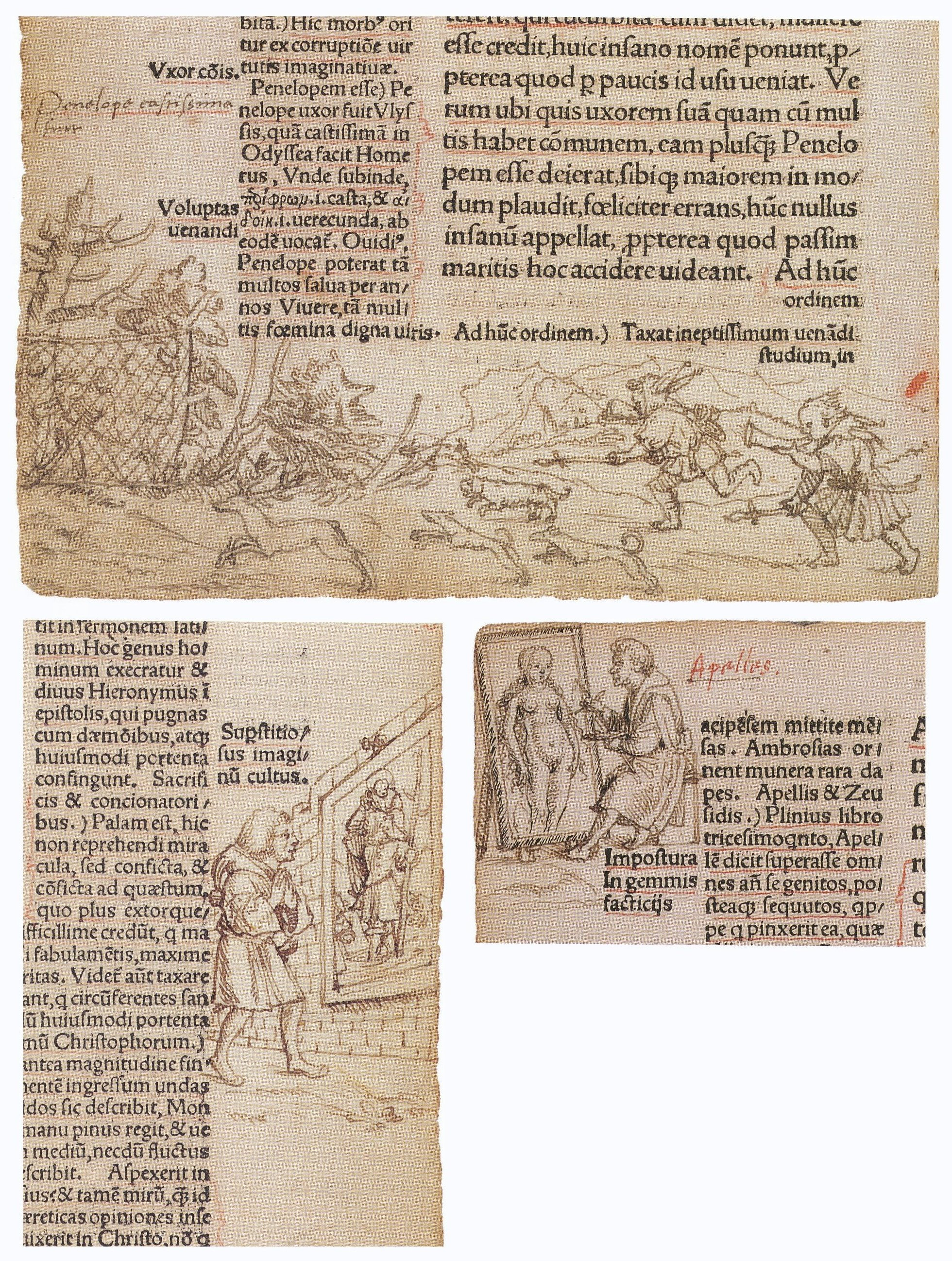
Links unten: „Abergläubische Bilderverehrung“, Randzeichnung (1515) von Hans Holbein d. J. im Lob der Torheit des Erasmus von Rotterdam

Erasmus’ Kritik an „sinnentleerter Heiligenanrufung“ (Fuhrmann) wurde von der Reformation aufgriffen.
Der Reformator Andreas Bodenstein gilt als einer der ersten, der zum Sturm auf alle Heiligenbilder aufforderte und die Christophorus-Verehrung bekämpfte; er bezeichnete in seiner Schrift Von der Abtuung der Bilder Christophorusbildnisse als „Ölgötzen“. Huldrych Zwingli führte die Gründe seiner Ablehnung insbesondere der Verehrung des heiligen Christophorus als Nothelfer 1525 in einer Streitschrift Antwort, Valentin Compar gegeben aus. Dieser Schweizer Landschreiber (2. Hälfte 15. Jahrhundert – nach 1532) hatte in einer umfangreichen apologetischen Schrift den katholischen Glauben gegen Zwingli verteidigt und zählte hierbei den heiligen Christophorus zu den Nothelfern, dessen Fürsprache bei Gott etwas bewirke. Der Reformator Martin Bucer verteidigte in einer Predigt im Augsburger Dom die „Abtuung“ von Heiligenbildern und empfahl, mit zwei dort noch erhaltenen Christophorusbildern genauso zu verfahren.
Martin Luther bezeichnete den Kult um Christophorus, wie andere Heiligenkulte auch, wiederholt als „abergläubisch“; die Legenden um Christophorus und andere nannte er „Lügenden“. Im Gegensatz zu seinem Freund Bodenstein und zu Zwingli versuchte Luther gleichwohl, die Legende im Dienste seiner reformatorischen Bestrebungen nutzbar zu machen und beschäftigte sich in einzelnen Predigten ausführlich mit der Gestalt des Heiligen, den er laut Johann Anselm Steiger als „geradezu prototypisches Sinnbild eines jeden Christenmenschen“ hinstellte. Unter anderem in einer Predigt am Fest des Heiligen deutete er dessen Leben als moralische Allegorie des christlichen Lebens, eine Deutung, der sich Billicanus später anschloss.
Fuhrmann schreibt zur Verehrung des heiligen Christophorus in der Gegenwart: „Die Wiederbelebung des Kultes um den Heiligen Christophorus in unserem Jahrhundert ist mehr eine modernistische Entfremdung als ein Anknüpfen an das Bittgebet des späten Mittelalters.“ Christophorusbildnisse gehören in Oberammergau neben der Muttergottes zu den meistverkauften Bildnissen. Der Heilige gilt heute vor allem als Schutzpatron der Fahrzeuge, während er früher ein Patron gegen einen „schlimmen“, das heißt jähen Tod ohne Gnadenmittel (mala mors) war. Selbst ein frommer Blick auf ein Christophorusbild (wie etwa auf das 1460 von Konrad Gümplein in der Würzburger Marienkapelle gemalte) sollte den Betrachter für diesen Tag vor dem jähen Tod bewahren. Im Sinne der Amtskirche sei in der Gegenwart eine solche Hinwendung zu Christophorus Aberglaube; der Trost des Christophorus, wenn man ihn so begreife, habe „nicht den Segen der Kirche“.
Mit Bezug auf die Legende, er habe das Jesuskind über den Fluss getragen, ist der heilige Christophorus als Schutzpatron der Reisenden, der Fahrzeugführer und ihrer Transportmittel auch zu Wasser und in der Luft bekannt. Als Nothelfer wird er vor allem gegen einen plötzlichen, also unversehenen Tod, gegen die Pest, für die Rettung aus großer Gefahr und gegen Dürre, Unwetter und Hagelschlag angerufen. In den Ostkirchen wird er gegen Krankheit angerufen und gilt daher auch als Patron der Ärzte. Darüber hinaus gilt er als Schutzpatron der Bogenschützen, der Seefahrer, Flößer, Buchbinder, Bleicher, Pförtner, der Straßenwärter und, ebenfalls aufgrund einer legendarischen Überlieferung, er habe in Zeiten einer Dürre Hungernde gespeist, auch als Patron der Obst- und Gemüsehändler. Der Heilige ist außerdem der Schutzpatron der Insel Rab (in Kroatien), der Städte Braunschweig, Hildesheim, Stuttgart, Werne und Würzburg (in Deutschland) und von Vilnius (Litauen).
Dem heiligen Christophorus sind zahlreiche Kirchen geweiht (vgl. zu Kirchenpatrozinien die Liste Christophoruskirche).
Sonstige Namensverwendung:
- Die evangelische Christusträger-Bruderschaft, die Christusträger-Schwesternschaft[33] und die karitative Bruderschaft St. Christoph sind nach dem Heiligen benannt.
- Die Notarzthubschrauber des ÖAMTC in Österreich heißen Christophorus (siehe Christophorus Flugrettungsverein). Rettungshubschrauber haben in Deutschland den BOS-Funk-Rufnamen Christoph.
- Die Bayerische Lebensrettungsmedaille 2. Klasse wird „Christophorusmedaille“ genannt.
- Der Heilige ist Patron der Christophorus-Kliniken in Coesfeld Dülmen und Nottuln.

### Gedenktag
- Gedenktag orthodox: 9. Mai
- Gedenktag römisch-katholisch: Im Martyrologium Romanum wird der Heilige am 25. Juli angeführt.[34] Bis 1954 wurde der Heilige in allen Messen dieses Tages kommemoriert. In seinem Motu proprio Mysterii paschalis über das liturgische Jahr und die Neuordnung des römischen Generalkalenders, dessen Änderungen zum 1. Januar 1970 in Kraft traten,[35] ordnete Papst Paul VI. unter anderem die Entfernung der Gedenktage mehrerer Heiliger aus dem römischen Generalkalender an. Wegen der großen und althergebrachten Verehrung, die der heilige Christophorus genoss, blieb sein Gedenktag jedoch in vielen Eigenkalendern erhalten, so auch im Regionalkalender für das deutsche Sprachgebiet, wo er am 24. Juli[36] begangen wird.[37]
- Gedenktag evangelisch: 24. Juli im Evangelischen Namenkalender

### Brauchtum
Zu dem mit dem Heiligen verbundenen Brauchtum gehört das Mitführen einer Christophorusmedaille oder -plakette oder eines anderen Bildnisses im Fahrzeug oder das Tragen einer solchen Medaille an einer Halskette. Das Benediktionale der römisch-katholischen Kirche enthält die liturgische Segnung eines Christophorusbildes oder einer -plakette. Verbreitet werden in katholischen und orthodoxen Gemeinden am Gedenktag des Heiligen in einer Andachtsfeier auch Fahrzeuge gesegnet. In St. Christophen im Wienerwald (Niederösterreich) fand im Juli 1928 erstmals in Österreich eine Fahrzeugsegnung statt. Seither gilt der Ort als „Wallfahrtsort der Kraftfahrer Österreichs“. Alljährlich im Juli ist der Ort Ziel der „Wallfahrt der Verkehrsteilnehmer“ (auch „Autofahrer-Wallfahrt“ genannt).

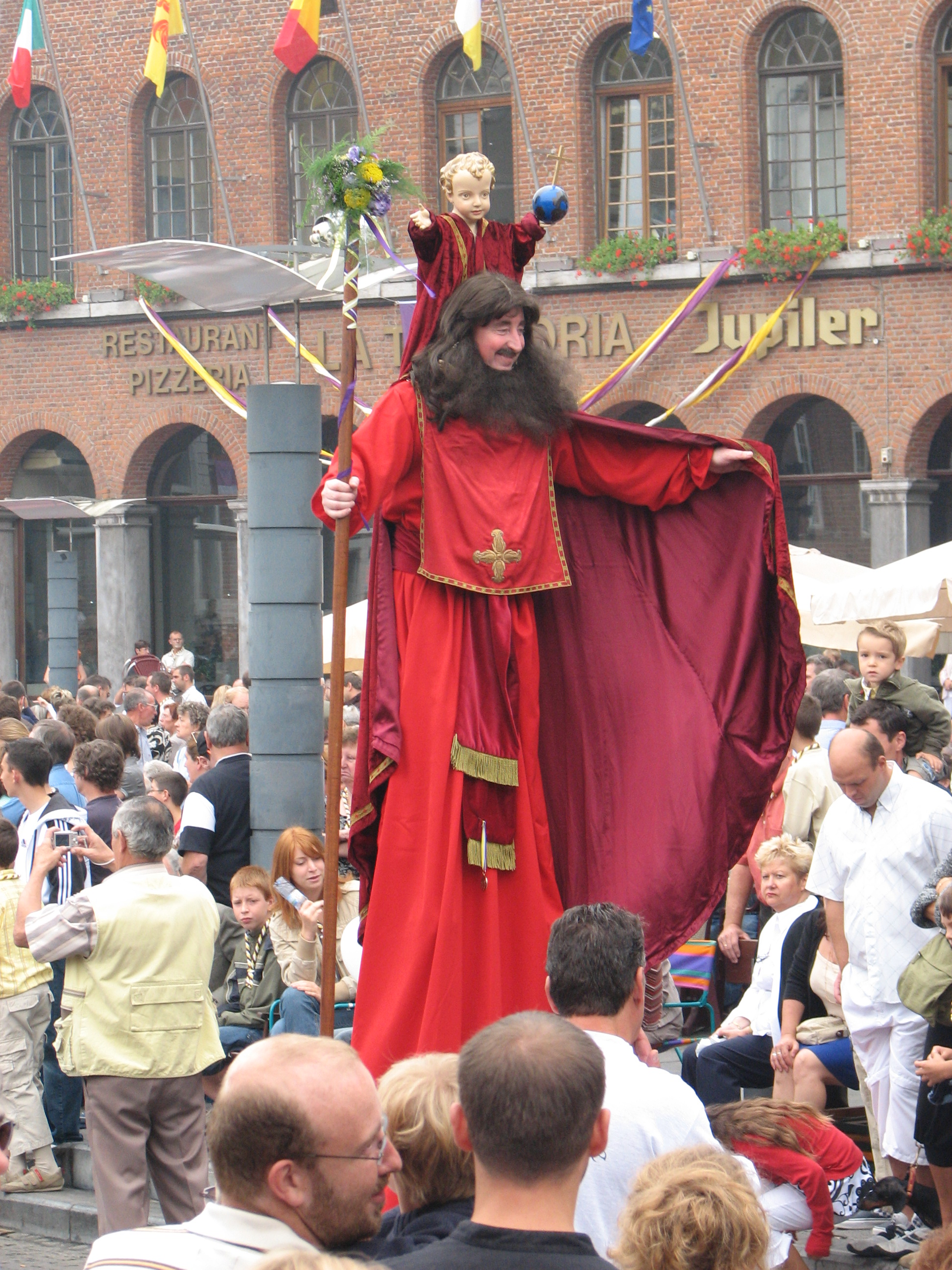
Darstellung des heiligen Christophorus durch einen Stelzenläufer bei der Ducasse d’Ath

Bei Prozessionen im Mittelalter und in der frühen Neuzeit gingen in manchen Regionen Europas Darsteller des hl. Christophorus auf Stelzen mit. Im französischsprachigen Belgien in Flobecq und beim Stadtfest Ducasse d’Ath wurde diese Tradition 1976 wiederbelebt.

### Künstlerische Rezeption
Josef Gabriel Rheinberger komponierte ein 1882 im großen Saal der Buchhändlerbörse in Leipzig uraufgeführtes Oratorium mit dem Titel Christoforus (op. 120).
1920 wurde die Überlieferung als Christofer – Ein groß und schön Legendenspiel des Dichters Dietzenschmidt in Königsberg auf die Bühne gebracht.
In Michel Tourniers Roman Der Erlkönig von 1970 wird das Christophorus-Thema des ein Kind tragenden Riesen zentral und in mehrdeutiger Weise eingesetzt.

## Bildergalerie

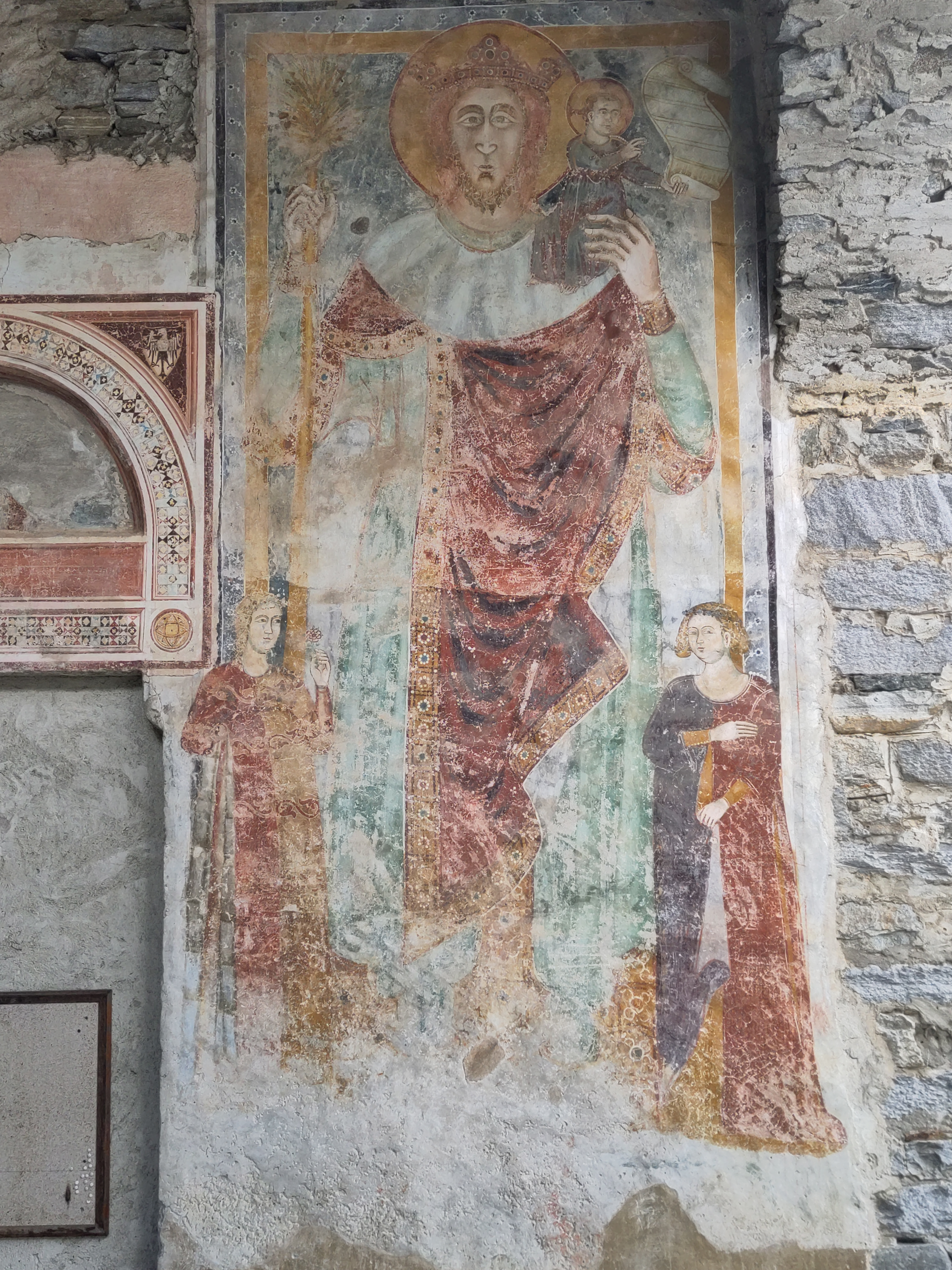
Christophorus-Fresco auf der Westfassade der Kirche St. Maria Assunta in Brione (Verzasca), Kanton Tessin, Schweiz
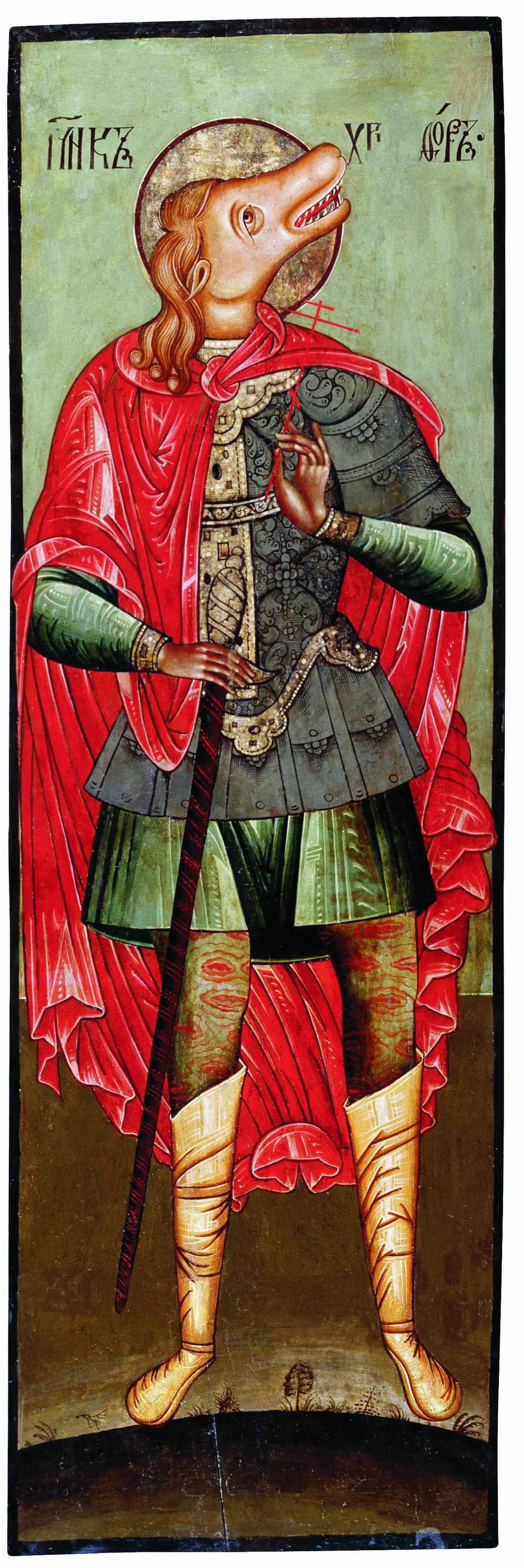
Christophorus als Kynokephale (Ikone aus Tscherepowez, 17. Jh.)
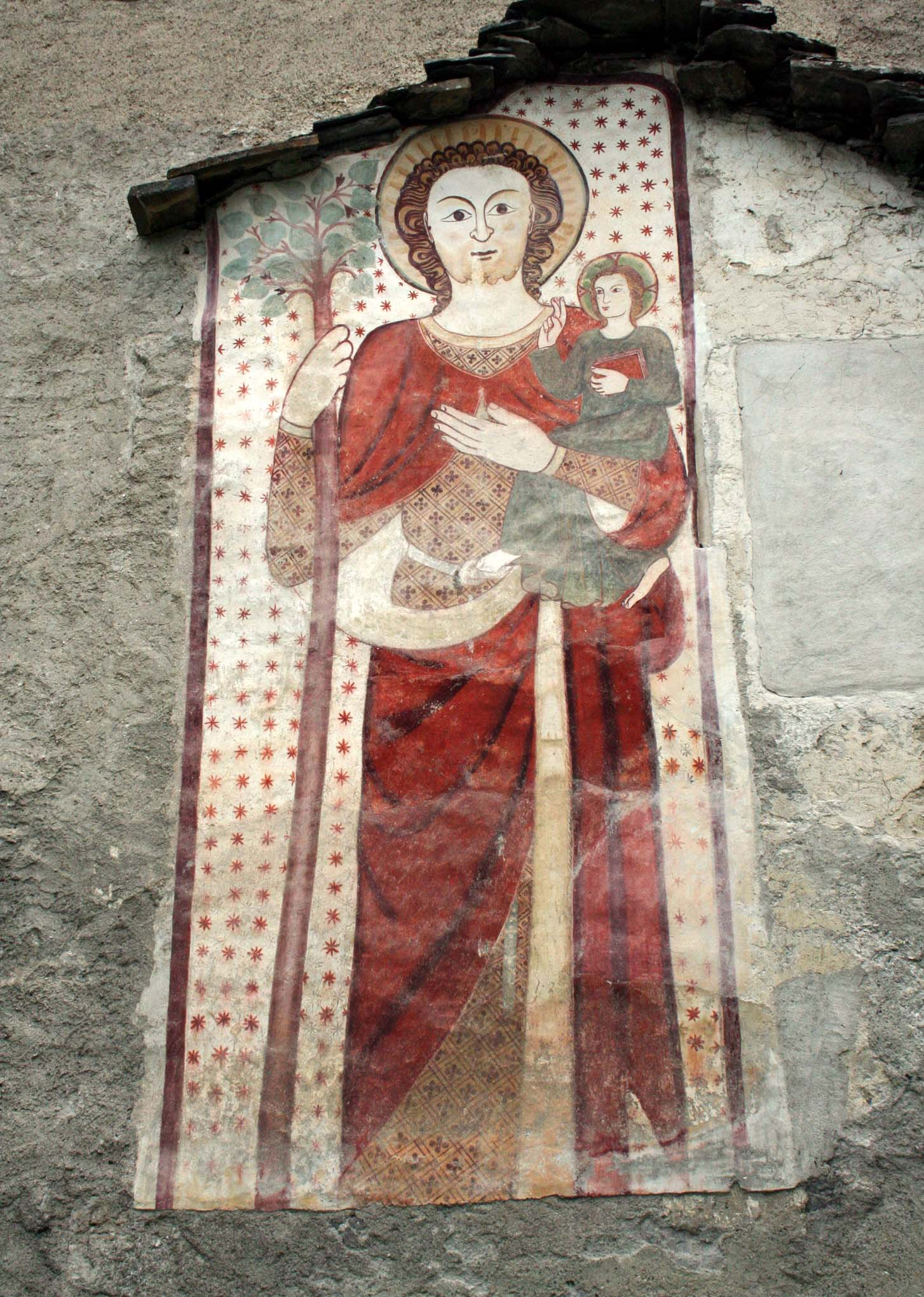
Christophorusfigur an der Kirche Sogn Paul in Rhäzüns
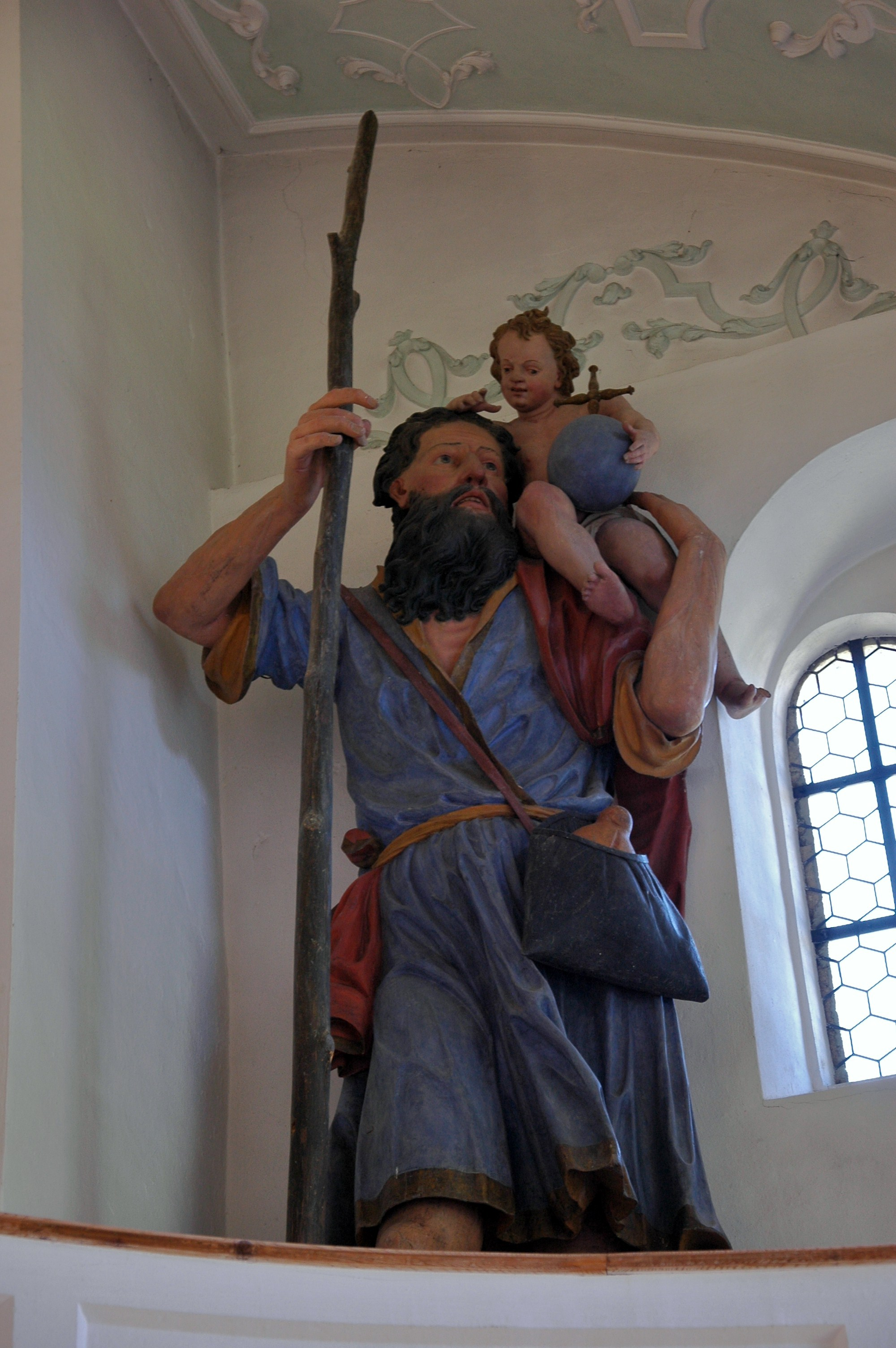
Statue des heiligen Christophorus in der Wallfahrtskirche Mariä Heimsuchung (Ettenberg)
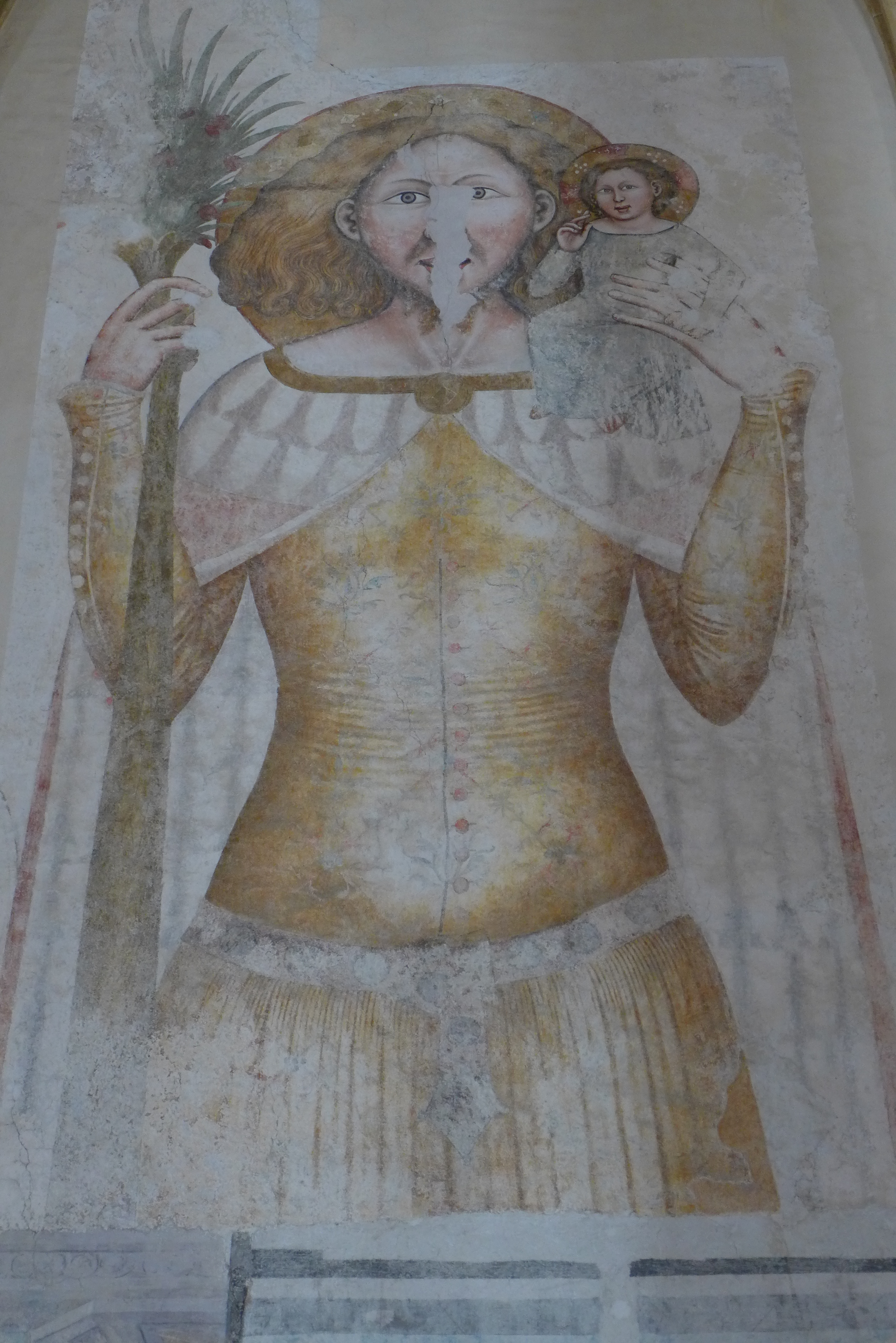
Christophorusfresko im rechten Seitenschiff der Stiftskirche St. Lambrecht, Steiermark
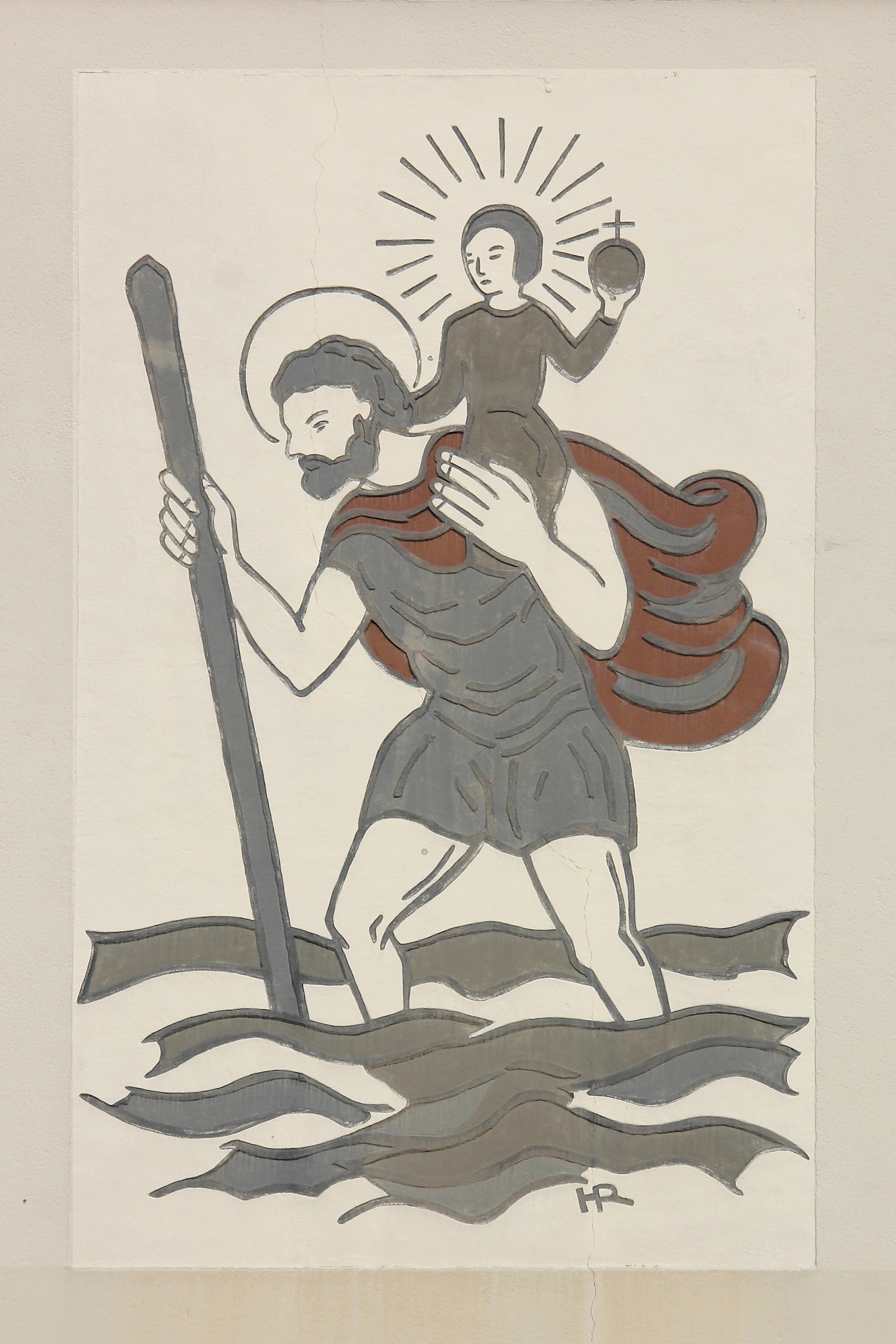
Sgraffito von Hermann Ruff (1965) an der ehemaligen Grundschule Kärlich
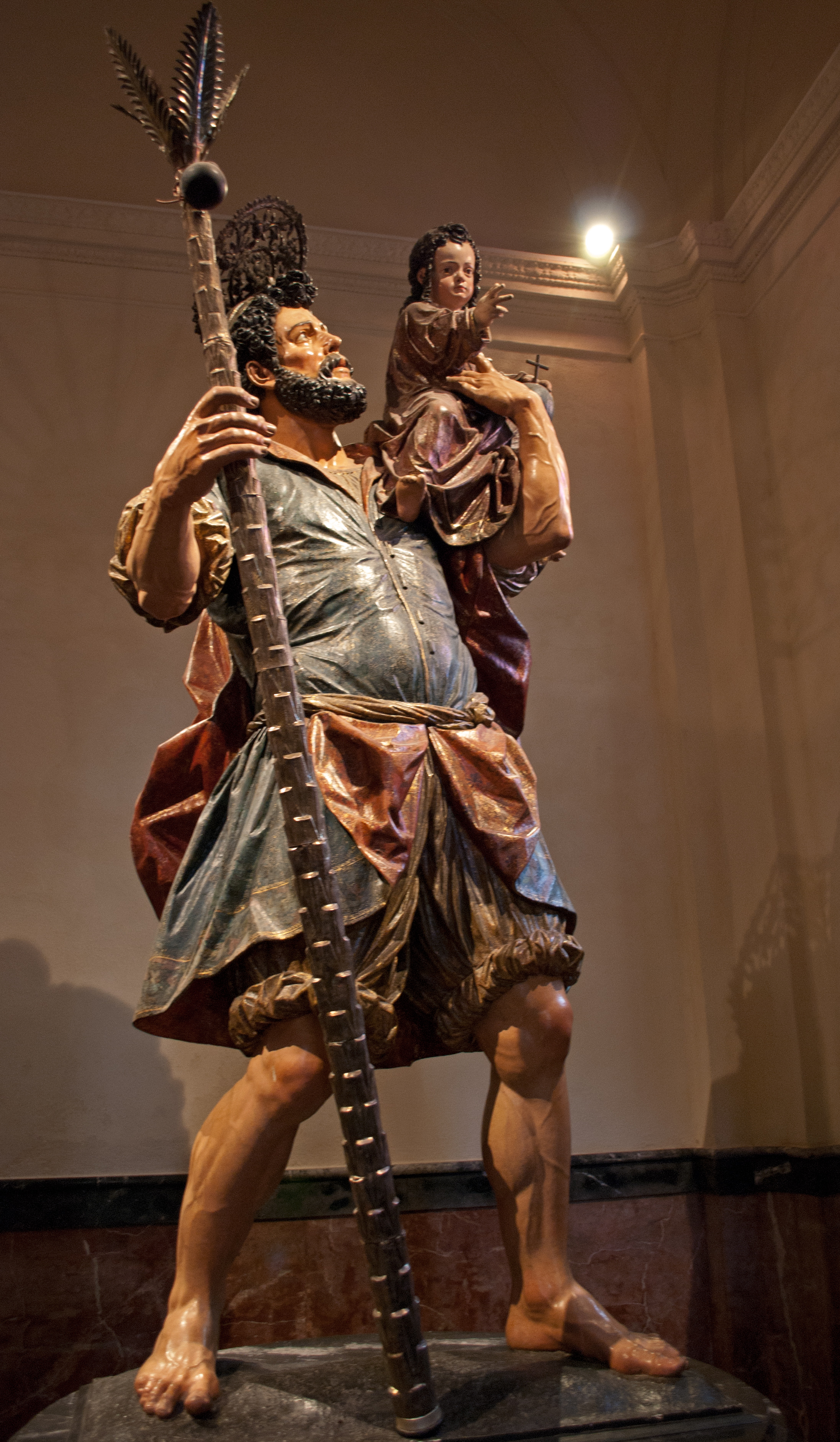
Statue des heiligen Christophorus (von Juan Martínez Montañés) in der Erlöserkirche von Sevilla
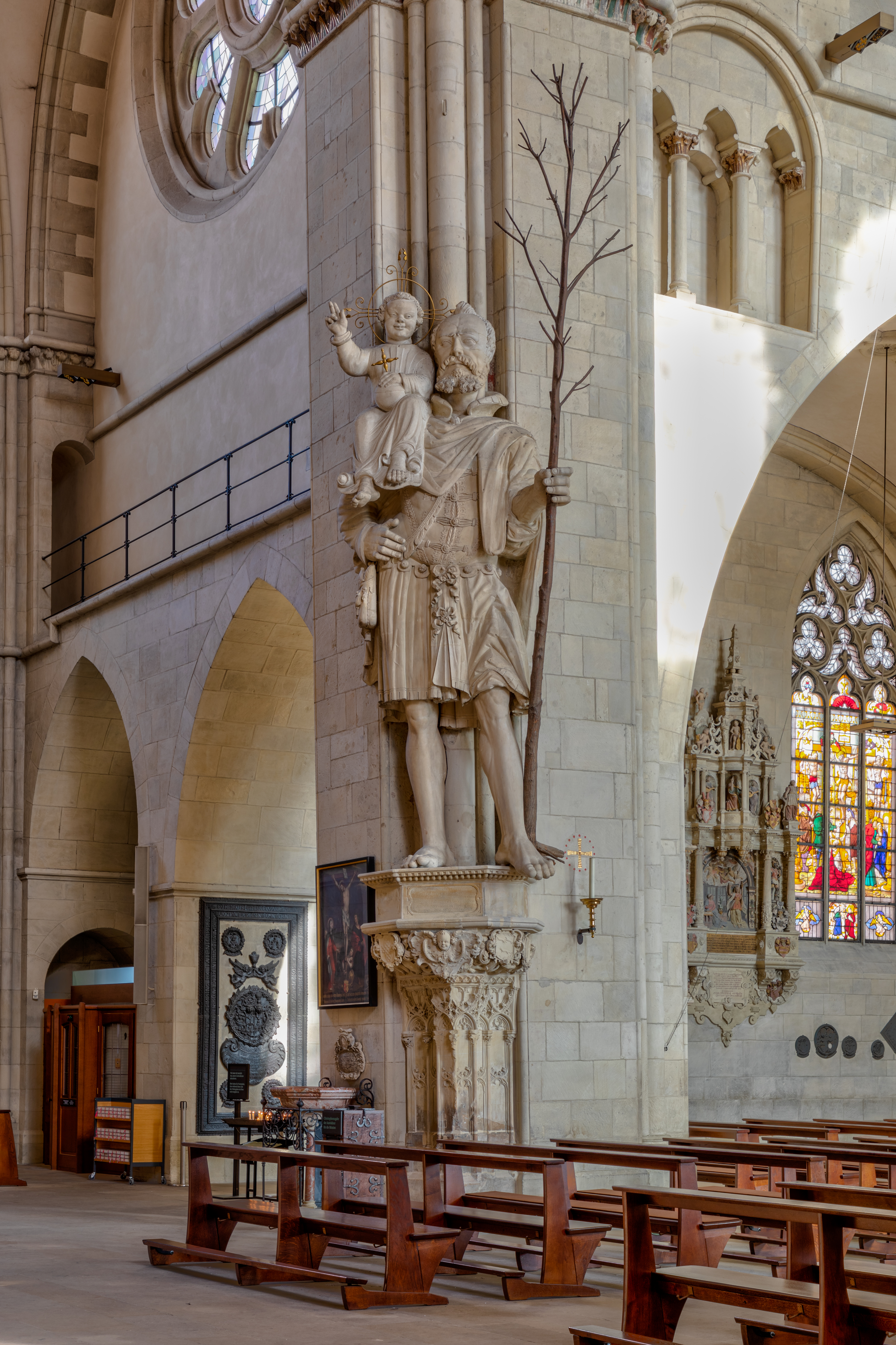
Statue des heiligen Christophorus im St.-Paulus-Dom in Münster
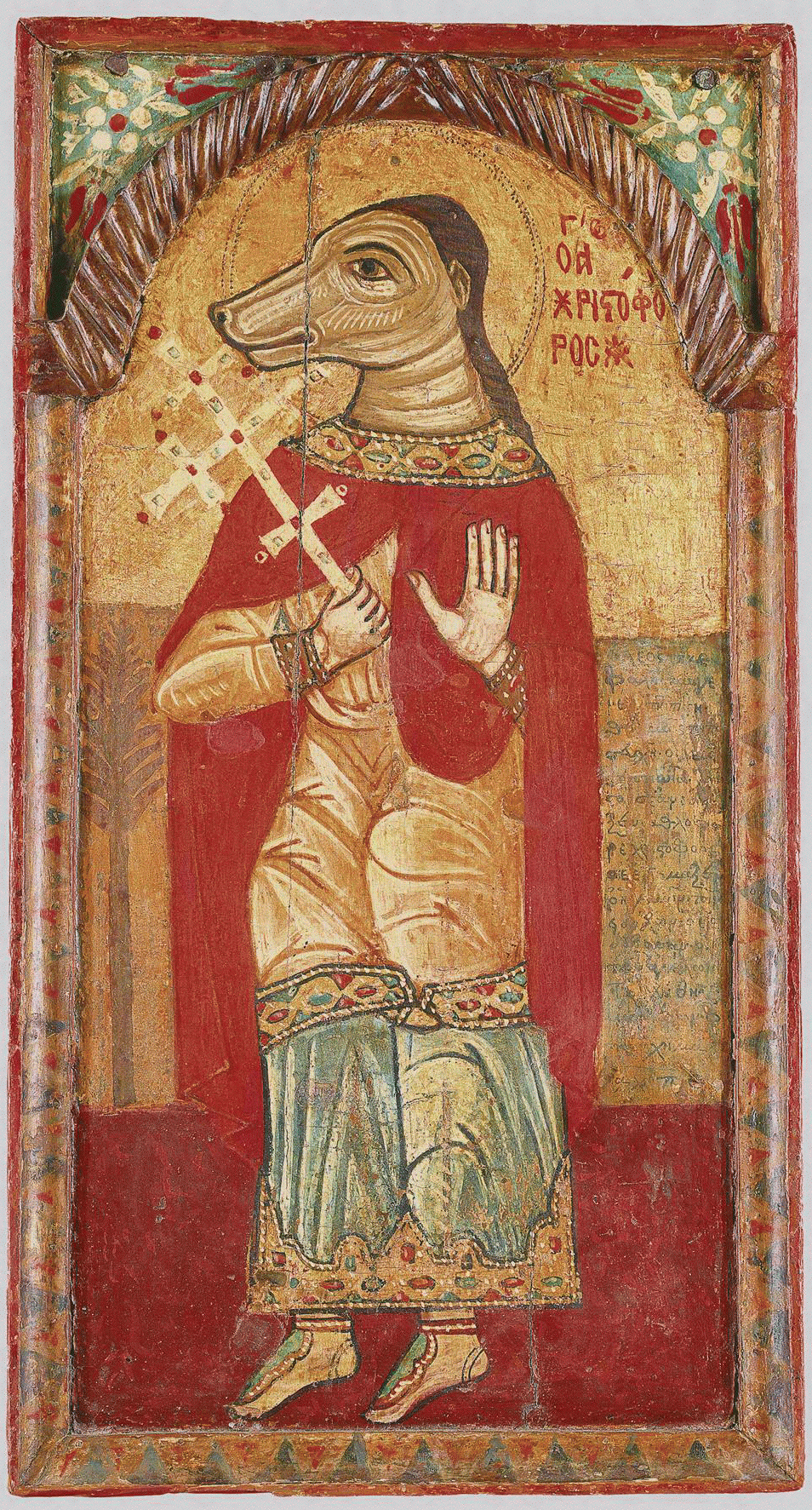
Christophorus als Hundsköpfiger, Ikone, 17. Jh., Kermira (Kappadokien), Byzantinisches und Christliches Museum, Athen
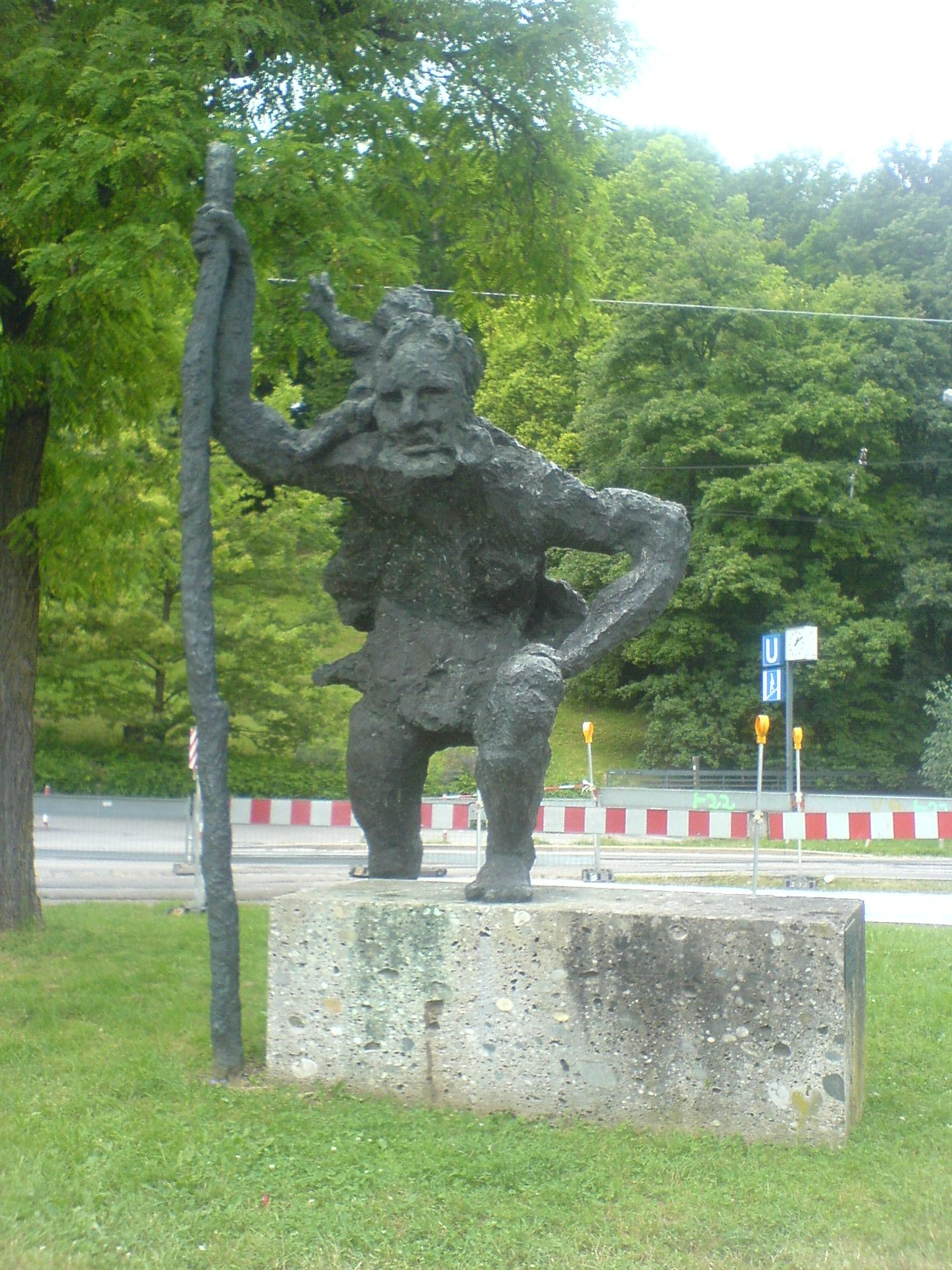
Christophorus-Statue von Alexander Fischer am Münchener Scheidplatz
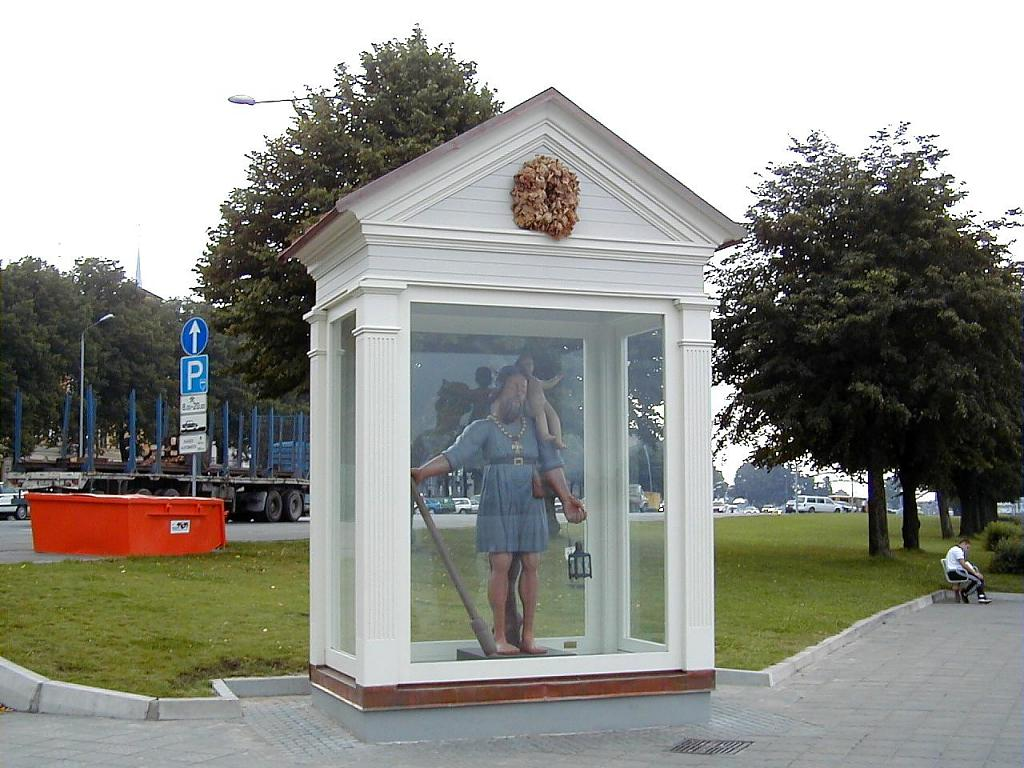
Christophorus-Statue (Lielais Kristaps) in Riga
Christophorus im Wappen von Vilnius